# Tõnu Naissoo

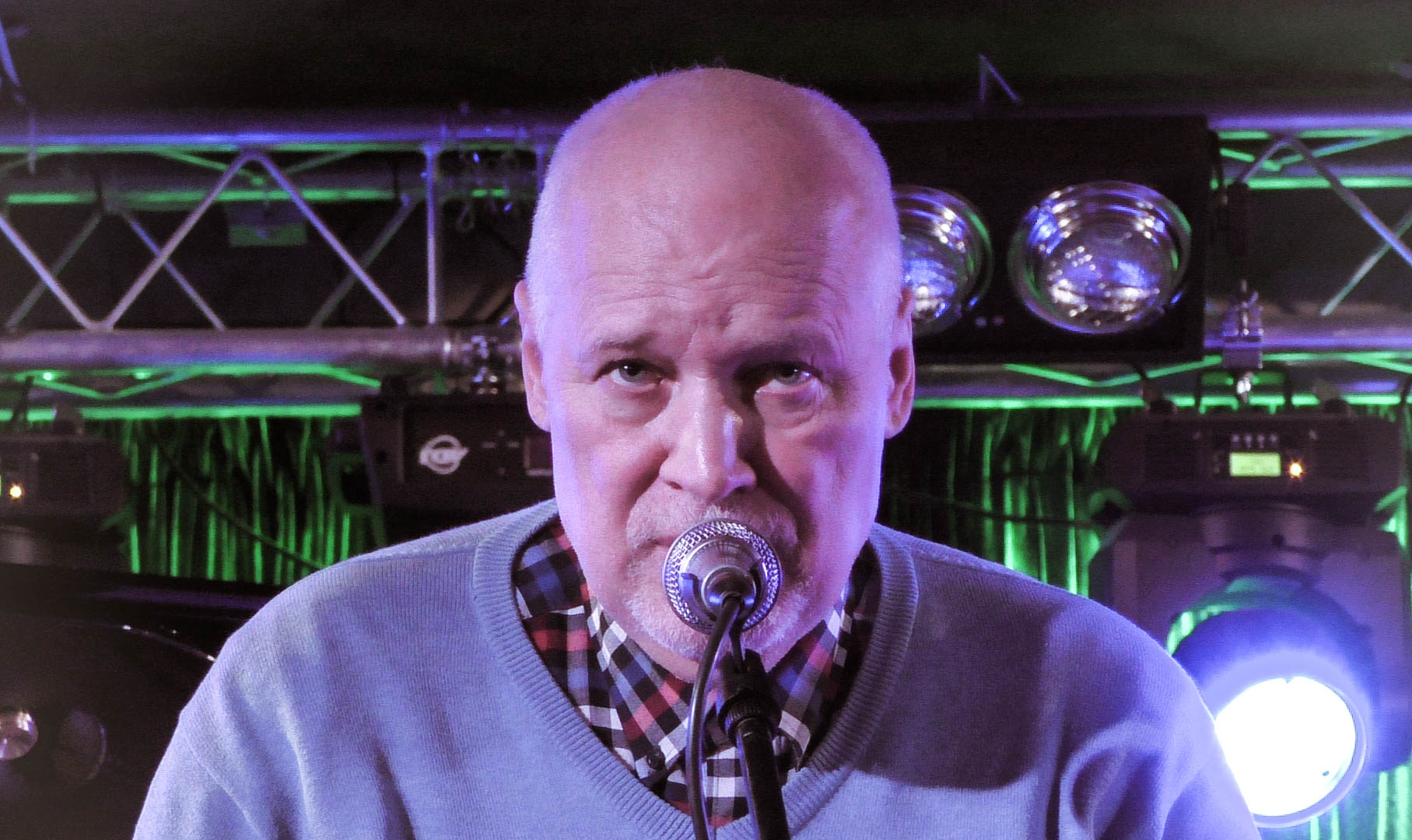
Tõnu Naissoo, 2017

Tõnu Naissoo (* 18. März 1951 in Tallinn) ist ein estnischer Komponist und Jazzmusiker.

## Leben und Werk
Tõnu Naissoo wurde als Sohn des estnischen Komponisten Uno Naissoo (1928–1980) geboren. Er schloss 1982 sein Studium im Fach Komposition am Staatlichen Tallinner Konservatorium (estnisch Tallinna Riiklik Konservatoorium) bei Eino Tamberg (1930–2010) ab. Naissoo bildete sich 1989/90 am Berklee College of Music in Massachusetts fort und war Anfang der 1990er Jahre als Musikpädagoge in Finnland tätig. Seit 1999 unterrichtet er in Tallinn.
Neben seinen Kompositionen ist Naissoo auch als (Solo-)Pianist und Jazzmusiker bekannt geworden: Mit seinem Trio trat er beim Jazz Festival in Tallinn 1967 auf; 1970 legte er sein Debütalbum Tõnu Naissoo Trio vor, dem mehrere weitere Alben folgten. Er dokumentierte auch sein Tõnu Naissoo Hammond Trio (2011) und sein Tõnu Naissoo Electric Trio (2021) auf Tonträger. Zwischen 1980 und 1984 gehörte er zur Jazzrock-Band Kaseke; er spielte auch in der Paul Mägi Big Band.
Naissoo hat zahlreiche Bühnen- und Filmmusiken komponiert, unter anderem zusammen mit seinem Vater für den estnischen Kultfilm Viimne reliikvia. Seit 1984 gehört er dem estnischen Komponistenverband (Eesti Heliloojate Liit) an.